# More Than a Doll
More Than a Doll (japanisch その着せ替え人形は恋をする Sono Bisuku Dōru wa Koi o Suru) ist eine Manga-Reihe von Shinichi Fukuda, die von 2018 bis 2025 im Magazin Young Gangan des Verlages Square Enix erschien und in die Gattungen Romantische Komödie, Slice of Life sowie Ecchi eingeordnet werden kann. Im Jahr 2022 startete eine Anime-Fernsehserie zum Manga, die international unter dem Titel My Dress-Up Darling erscheint.
Die Geschichte folgt den beiden Oberschülern Wakana Gojō und Marin Kitagawa. Während Gojō davon träumt, eines Tages ein Puppenmacher zu werden und aufgrund seines Hobbys keine Freunde findet, ist Marin eine beliebte Oberschülerin, die heimlich ein Otaku ist und Cosplay liebt. Als sie eines Tages im Klubraum des Nähclubs auf Gojō trifft und dessen Talent entdeckt, bittet sie ihn ein Cosplay-Kostüm für sie anzufertigen.

## Handlung
Wakana Gojō besucht das erste Jahr der Oberschule und hat keine Freunde. In seiner Freizeit beschäftigt er sich nur mit Hinapuppen. Dieses Interesse wurde in ihm geweckt, als er als kleines Kind von seinem Großvater aufgenommen wurde, nachdem seine Eltern starben. Gojōs Großvater führt eine Puppenmacherei und ist selbst noch als Puppenmacher aktiv. Gojō träumt davon, eines Tages in die Fußstapfen seines Großvaters treten zu können. Allerdings traut er sich nicht, über dieses Hobby mit anderen zu reden oder überhaupt auf seine Mitschüler zuzugehen.
Marin Kitagawa ist das absolute Gegenteil von ihm: Sie ist beliebt und hat eine aufbrausende Art. Allerdings ist sie heimlich auch Otaku mit Interesse an Cosplay. Als sie eines Tages im Nähclub der Schule auf Gojō trifft, der gerade ein Kleid für eine seiner selbst gemachten Puppen näht, zeigt sich Marin begeistert von seinem Talent. Sie bittet Gojō, ihr ein Cosplay-Kostüm für ihren Lieblingscharakter aus einem Erogē zu nähen. Da sich Marin nicht über sein Hobby lustig gemacht hat, willigt er ein, obwohl er noch nie ein Kostüm für Menschen angefertigt hat.
Als das Kleid nach einem Missverständnis innerhalb kürzester Zeit fertiggestellt ist, postet Marin Fotos in den Sozialen Netzwerken, wo die bekannte Cosplayerin JuJu auf Gojō aufmerksam wird und ihn ebenfalls mit der Bitte aufsucht, ihr ein Kostüm anzufertigen. Marin ist davon ganz begeistert, denn sie ist eine glühende Anhängerin von JuJu. Obwohl JuJu das zunächst ablehnt, organisieren sie ein gemeinsames Foto-Shooting, bei dem auch ihre Schwester Shinju als Fotografin dabei ist. Die hat sich bisher nicht getraut, selbst Cosplay auszuprobieren, kann sich mit Gojōs Unterstützung aber endlich dazu überwinden. So verbringen die Freunde und vor allem Marin und Gojō immer mehr Zeit miteinander und Marin beginnt, Gefühle für Gojō zu entwickeln. Sie lässt ihn, auch zu dessen Freude, immer weitere Kostüme anfertigen und gemeinsam gehen sie einkaufen, machen Ausflüge zum Fotografieren oder erkunden genau die Charaktere, die Marin cosplayen will. Gojō bringt sie dabei oft in peinliche Situationen. Doch auch er findet Gefallen an ihr.

## Charaktere

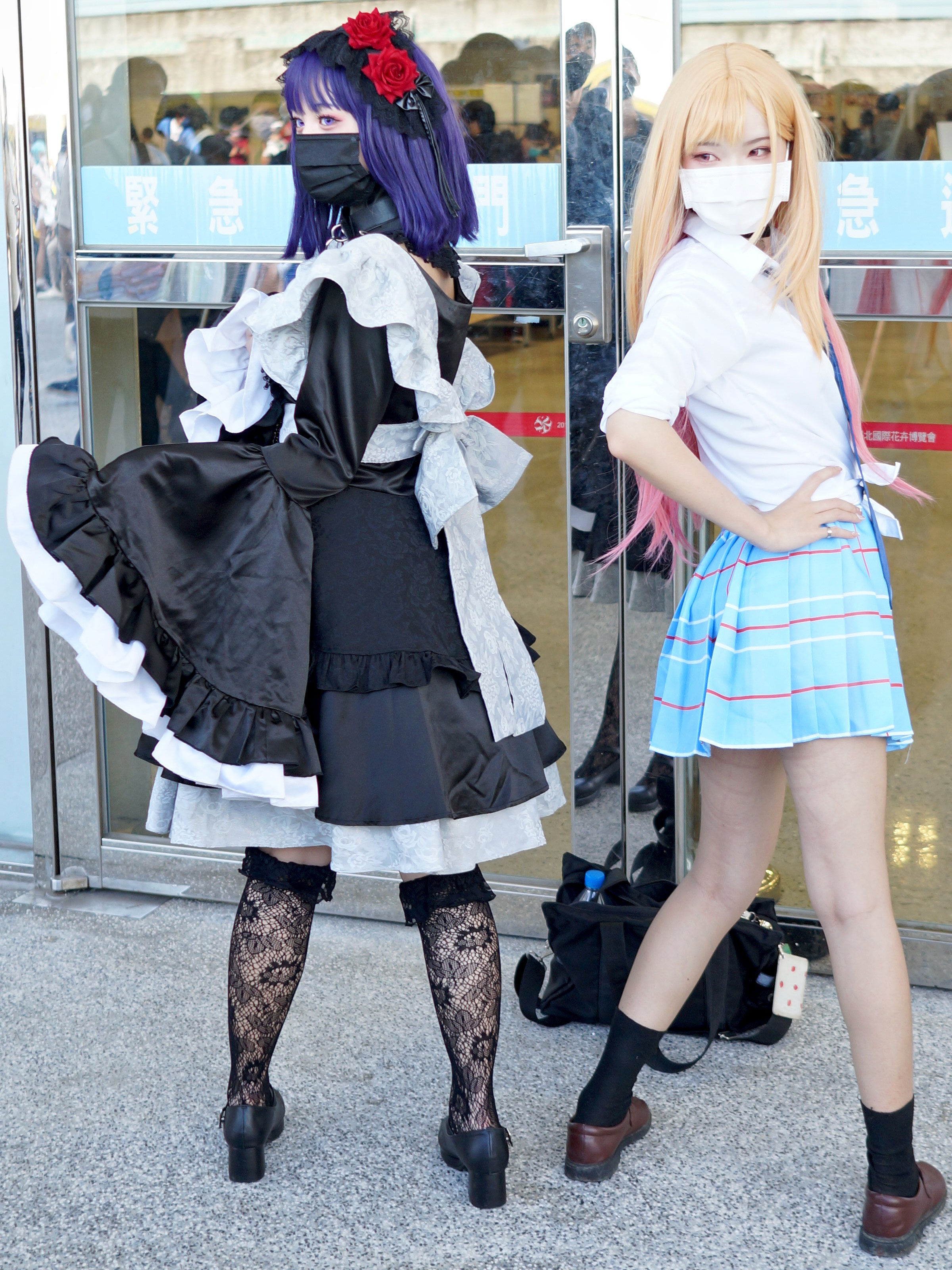
Cosplayer als Marin Kitagawa (re) und Shizuku Kuroe (li), 2022.

Wakana Gojō (五条 新菜, Gojō Wakana)
Wakana Gojō besucht das erste Jahr der Oberschule. Als er klein war verstarben seine Eltern, sodass er von seinem Großvater aufgezogen wurde, einem Puppenmacher für Hinapuppen. So entwickelte er ein Interesse an der Herstellung von derartigen Puppen. Obwohl er eine große körperliche Statur aufweist, ist Gojō aufgrund eines früheren Traumata schüchtern und introvertiert. Aufgrund dessen pflegt er sein Hobby, die Herstellung von Puppen, im Geheimen und hat deshalb keine richtigen Freunde, bis er durch Zufall auf seine Mitschülerin Marin trifft.
Marin Kitagawa (喜多川 海夢, Kitagawa Marin)
Marin ist eine Mitschülerin Gojōs mit einem extravertierten und quirligem Charakter. Ihr Äußeres erinnert an ein Gyaru. Sie ist Otaku mit einer breit gefächerten Vorliebe für japanische Populärkultur von Manga und Anime über Otome- bis hin zu Erotikvideospielen. Sie hat deshalb versucht, ein eigenes Kostüm für Cosplay anzufertigen, muss aber feststellen, dass sie dafür keine Begabung hat. Nachdem Gojō ihre Bitte annimmt und ihr ein Kostüm anfertigt, ist sie ihm sehr dankbar. Mit der Zeit entwickelt sie Gefühle für ihn.
Sajuna Inui (乾 紗寿叶, Inui Sajuna)
Eine Cosplayerin, die unter dem Namen JuJu (ジュジュ) eine gewisse Bekanntheit erreichen konnte. Sie besucht das zweite Jahr einer Oberschule für Mädchen, obwohl ihre kleine körperliche Statur zu der fälschlichen Annahme geführt hat, sie gehe auf eine Grund- oder Mittelschule. Wie Marin ist auch Sajuna sehr extravertiert und zielstrebig, was ihr Hobby angeht. Zudem ist sie sehr fürsorglich ihrer jüngeren Schwester gegenüber. Sie entwickelt später Gefühle für Gojō.
Shinju Inui (乾 心寿, Inui Shinju)
Die jüngere Schwester von Sajuna ist körperlich wesentlich größer als diese und wird aufgrund für ihre körperlichen Merkmale häufig für erwachsen gehalten. Deswegen ist sie schüchtern und introvertiert. Wenn ihre Schwester auf Cosplay-Events auftritt, spielt sie eine Fotografin, die Fotos von ihr macht. Sie kann gut Bilder bearbeiten und nutzt diese Fähigkeit, um die Fotos von ihrer Schwester zu verbessern. Insgeheim wünscht sie sich jedoch, selbst Cosplay zu betreiben.

## Medien

### Manga
Shinichi Fukuda startete die Mangareihe am 19. Januar 2018 im Magazin Young Gangan des Verlages Square Enix. Am 21. März 2025 wurde die Serie abgeschlossen. Insgesamt erschienen 15 Bände im Tankōbon-Format.
Vor dem Start der Manga-Reihe nahmen Mangaka Fukuda und der Verlag Kontakt zum Puppenmacher Keisho Suzuki auf, um ihn als Vorlage für den Protagonisten Wakana Gojō zu gewinnen. Es folgten zahlreiche Treffen und Interviews während der Entstehung des Mangas.
Square Enix kündigte im Juli 2019 auf der Anime Expo an, dass der Manga eine englischsprachige Veröffentlichung unter dem Titel My Dress-Up Darling erhalten werde. Auf Deutsch erscheint die Mangareihe seit Oktober 2020 unter dem Titel More Than a Doll in bisher 13 Bänden bei Egmont Manga (Stand: Februar 2025).
| Band | Japanisch        | Japanisch                                                       | Deutsch          | Deutsch                |
| Band | Veröffentlichung | ISBN                                                            | Veröffentlichung | ISBN                   |
| ---- | ---------------- | --------------------------------------------------------------- | ---------------- | ---------------------- |
| 01   | 24. Nov. 2018    | ISBN 978-4-7575-5920-2                                          | 7. Okt. 2020     | ISBN 978-3-7704-2862-5 |
| 02   | 24. Nov. 2018    | ISBN 978-4-7575-5921-9                                          | 3. Dez. 2020     | ISBN 978-3-7704-2863-2 |
| 03   | 25. Mai 2019     | ISBN 978-4-7575-6138-0                                          | 3. Feb. 2021     | ISBN 978-3-7704-2864-9 |
| 04   | 25. Okt. 2019    | ISBN 978-4-7575-6355-1                                          | 1. Apr. 2021     | ISBN 978-3-7704-2869-4 |
| 05   | 25. Mai 2020     | ISBN 978-4-7575-6657-6 ISBN 978-4-7575-6658-3 (Special Edition) | 2. Juni 2021     | ISBN 978-3-7704-3640-8 |
| 06   | 25. Nov. 2020    | ISBN 978-4-7575-6959-1                                          | 4. Aug. 2021     | ISBN 978-3-7704-3641-5 |
| 07   | 24. Apr. 2021    | ISBN 978-4-7575-7212-6 ISBN 978-4-7575-7213-3 (Special Edition) | 8. Feb. 2022     | ISBN 978-3-7704-4202-7 |
| 08   | 25. Okt. 2021    | ISBN 978-4-7575-7344-4 ISBN 978-4-7575-7345-1 (Special Edition) | 12. Juli 2022    | ISBN 978-3-7704-4358-1 |
| 09   | 25. März 2022    | ISBN 978-4-7575-7837-1                                          | 18. Jan. 2023    | ISBN 978-3-7555-0071-1 |
| 10   | 24. Sep. 2022    | ISBN 978-4-7575-8101-2 ISBN 978-4-7575-8102-9 (Special Edition) | 10. Juli 2023    | ISBN 978-3-7555-0135-0 |
| 11   | 25. März 2023    | ISBN 978-4-7575-8425-9 ISBN 978-4-7575-8426-6 (Special Edition) | 11. Dez. 2023    | ISBN 978-3-7555-0251-7 |
| 12   | 25. Sep. 2023    | ISBN 978-4-7575-8748-9 ISBN 978-4-7575-8749-6 (Special Edition) | 7. Juni 2024     | ISBN 978-3-7555-0375-0 |
| 13   | 24. Mai 2024     | ISBN 978-4-7575-9132-5 ISBN 978-4-7575-9133-2(Special Edition)  | 11. Feb. 2025    | ISBN 978-3-7555-0433-7 |
| 14   | 25. Nov. 2024    | ISBN 978-4-7575-9492-0 ISBN 978-4-7575-9493-7(Special Edition)  |                  |                        |
| 15   | 25. Juli 2025    | ISBN 978-4-7575-9972-7                                          |                  |                        |

### Anime-Fernsehserie
Am 13. April 2021 wurde die Produktion einer Umsetzung als Anime angekündigt, ohne dabei das Format oder Beteiligte zu nennen. Erst mit der Veröffentlichung der 21. Ausgabe des Young Gangan im Oktober gleichen Jahres wurde bekannt, dass es sich bei der Umsetzung um einen Fernseh-Anime handeln würde, die unter der Regie von Keisuke Shinohara im Studio CloverWorks entstehe. Das Drehbuch wurde von Yoriko Tomita geschrieben und die Charaktere von Kazumasa Ishida basierend auf der Mangavorlage von Shinichi Fukuda entworfen. Takeshi Nakatsuka komponierte die Musik, die bei den einzelnen Episoden zu hören ist. Zehn Tage nach dieser Ankündigung wurde bekannt gegeben, dass Hina Suguta und Shōya Ishige die beiden Hauptcharaktere Marin Kitagawa und Wakana Gojō sprechen werden. Zudem wurde der Start der Serie für den Januar 2022 festgelegt.
Das Lied im Vorspann der ersten, zwölf Episoden umfassenden Staffel heißt Sansan Days und wird vom japanischen Pop-Rock-Trio Spira Spica interpretiert, während Akari Akase das Abspannlied Koi no Yukue singt. Die Serie startete am 9. Januar 2022 im japanischen Fernsehen. In Nordamerika sicherte sich Funimation die Rechte der Ausstrahlung des Anime und zeigt die Serie gemeinsam mit Crunchyroll im Simulcast. Zwischenzeitlich wurde angekündigt, dass die Serie eine englischsprachige Synchronisation erhält.
Im deutschsprachigen Raum wird der Anime bei Wakanim und Crunchyroll im Simulcast gezeigt. Die Anime-Fernsehserie umfasst zwölf Episoden und basiert auf den ersten 5 Bänden des Mangas. Im Juli 2022 gab Crunchyroll bekannt, dass der Anime eine deutschsprachige Synchronisation erhält. Gabrielle Pietermann und Benjamin Stöwe leihen den beiden Hauptcharakteren Marin Kitagawa und Wakana Gojō ihre Stimme.
Am 17. September 2022 wurde bekanntgegeben, dass der Anime eine Fortsetzung erhält, ohne das Format zu nennen.

#### Synchronisation
Im Juli des Jahres 2022 gab Crunchyroll bekannt, dass mehrere Anime-Serien, darunter auch My Dress-Up Darling eine deutschsprachige Synchronfassung erhalten werde. Diese entsteht unter der Regie von René Dawn-Claude im Oxygen Sound Studio in Berlin, wobei das Dialogdrehbuch von Charlotte Uhlig geschrieben wurde.

| Rolle          | Japanische Stimme (Seiyū)             | Deutsche Stimme                    |
| -------------- | ------------------------------------- | ---------------------------------- |
| Wakana Gojō    | Shōya Ishige Tomoyo Tayakanagi (Kind) | Benjamin Stöwe Peggy Pollow (Kind) |
| Marin Kitagawa | Hina Suguta                           | Gabrielle Pietermann               |
| Sajuna Inui    | Atsumi Tanezaki                       |                                    |
| Shinju Inui    | Hina Yōmiya                           |                                    |
| Kaoru Gojō     | Atsushi Ono                           | Hanns-Jörg Krumpholz               |
| Nowa Sugaya    | Rarisa Tago Takeda                    | Charlotte Uhlig                    |
| Daia           | Yūka Amamiya                          | Laurine Betz                       |
| Rune           | Akira Sekine                          | Victoria Frenz                     |

## Fernsehdrama
Am 30. August 2024 kündigte der japanische Fernsehsender MBS die Produktion einer Live-Action-Fernsehserie an, die ab dem 8. Oktober gleichen Jahres im japanischen Fernsehen startet.
Die Serie entsteht unter der Regie von Kōji Shintoku bei Kyodo Television, wobei Satoko Okazaki basierend auf der Mangareihe das Drehbuch schreibt. In den Hauptrollen sind Kōta Nomura als Wakana Gojo und Riko Nagase als Marin Kitagawa zu sehen.

## Rezeption

### Kommerzieller Erfolg
Bis November des Jahres 2020 erreichte die Mangareihe zwei Millionen verkaufte Exemplare alleine in Japan. Vor der Ausstrahlung der Anime-Umsetzung hatte der Manga eine verkaufte Auflage von 3,5 Millionen erreicht, die durch den Anime nochmal um eine Million verkaufte Exemplare auf 4,5 Millionen gesteigert werden konnten. Im Februar 2022 wurde bekanntgegeben, dass die Manga-Reihe fünf Millionen Mal verkauft habe.
Im Februar 2022 meldete der Verleger Egmont Manga, dass die Mangareihe bereits zum zweiten Mal vergriffen und nicht mehr beim Verlag auf Lager sei. Allerdings meldete Egmont Manga, dass man die Reihe wieder vorbestellen könne. Bereits im Januar 2022 war der erste Band der Reihe vergriffen. Im November gleichen Jahres teilte der Verleger in seiner Vorlagsvorschau für das Jahr 2023 mit, dass sich die Manga-Reihe in Deutschland mehr als 130.000 mal verkaufen konnte.
Die Chartermittlungsgesellschaft Oricon veröffentlichte eine Liste mit den erfolgreichsten Multimedia-Franchises in Japan des Jahres 2022. Diese berechnet sich sowohl aus Verkäufen von Manga-, Light-Novel-Bänden, DVD- und Blu-ray- als auch von CD-Verkäufen. Demnach nahm More Than a Doll in Japan rund 2,2 Milliarden Yen – etwa 15,7 Millionen Euro – ein und belegte damit Platz 19 des Rankings.
Für TikTok-Star Akari Akase, die mit Koi no Yukue das Lied im Abspann der Anime-Serie interpretierte, stellte dies ihr musikalisches Debüt dar. Innerhalb der ersten drei Monate nach der offiziellen Veröffentlichung wurde das Lied mehr als sieben Millionen Mal gestreamt. In einem eigens gedrehten Musikvideo verkleidet sich Akase als Marin Kitagawa sowie die Charaktere Shizuku Kuroe und Black Lobelia, die beide von Kitagawa im Laufe der Animeserie gecosplayed werden. Das Lied stieg auf Platz 17 in den japanischen Singlecharts ein und hielt sich acht Wochen lang in der Liste auf.

### Auszeichnungen und Nominierungen
Im August des Jahres 2019 erreichte der Manga den sechsten Platz des Tsugini kuru Manga Taishō, welcher vom Davinci Magazin des Verlages Media Factory und der Videoplattform Niconico in diesem Jahr zum vierten Mal verliehen wurde. Im gleichen Jahr landete More Than a Doll auf Platz 16 der Bestenliste Kono Manga ga Sugoi! für das Jahr 2020 des Verlages Takarajimasha. Bei Umfrage im Jahr 2020 unter 1.100 professionellen Buchhändlern in Japan erreichte die Reihe den dritten Platz. Des Weiteren erreichte der Manga einen sechsten Platz bei den Tatsuya Comic Awards sowie bei den Tsugi ni Kuru Manga Awards.

### Kultureller Einfluss
Keisho Suzuki, ein Puppenmacher, erklärte im Februar 2022, dass die Popularität von Hinapuppen durch die Ausstrahlung der Anime-Fernsehserie angestiegen sei, was sich unter anderem in den Verkaufszahlen widerspiegelte. Laut Suzuki waren 300 Sets der „Bell’s-Kiss“-Reihe moderner Hina-Puppen kurz nach Ausstrahlung der Serie ausverkauft.
Im Mai gleichen Jahres erschien eine Hinapuppen-Kollektion, die auf die Charaktere Wakana Gojō, Marin Kitagawa, den Shinju-Schwestern und Kaoru Gojō basieren. Realisiert wird diese Kollektion durch die Puppenmanufaktur Suzuki Dolls, die bei der Erarbeitung der Mangavorlage beratend zur Seite gestanden haben.

### Kritiken
Jenelle Catherina besprach die ersten Episoden der Anime-Fernsehserie und schreibt, dass die beiden Hauptcharaktere den Erwartungen an ihre Geschlechterrollen trotzen, und kam zur Überzeugung, dass es schwer sei, die „verwegene Marin nicht zu lieben.“ Sie schreibt, dass My Dress-Up Darling eine der besten Serien der Winter-Anime-Saison werden könne.
In einer Besprechung auf Anime News Network hieß es, dass der massive Gebrauch von Fanservice in den ersten Episoden Zuschauer abschrecken könnte, die Serie weiterzuschauen. Der Kritiker selbst sieht kein Problem beim Einsatz derartiger Stilmittel, solange diese einen Hintergrund haben und zur Handlung beitragen. Vielmehr wird befürchtet, dass der eigentliche Protagonist der Serie zur Randfigur werden und potentielle Charakterentwicklung verloren gehen könnte. Zudem befürchtet der Rezensent, dass die Charakteranimationen im Verlauf der Serie abnehmen könne.